# Johannes Leemans
Pour les articles homonymes, voir Leemans.
 Johannes Leemans, né en 1633 à La Haye et mort dans cette même ville en 1688, est un peintre néerlandais.
Il est le frère cadet du peintre Anthonie Leemans (en) (1631-1673).

## Biographie

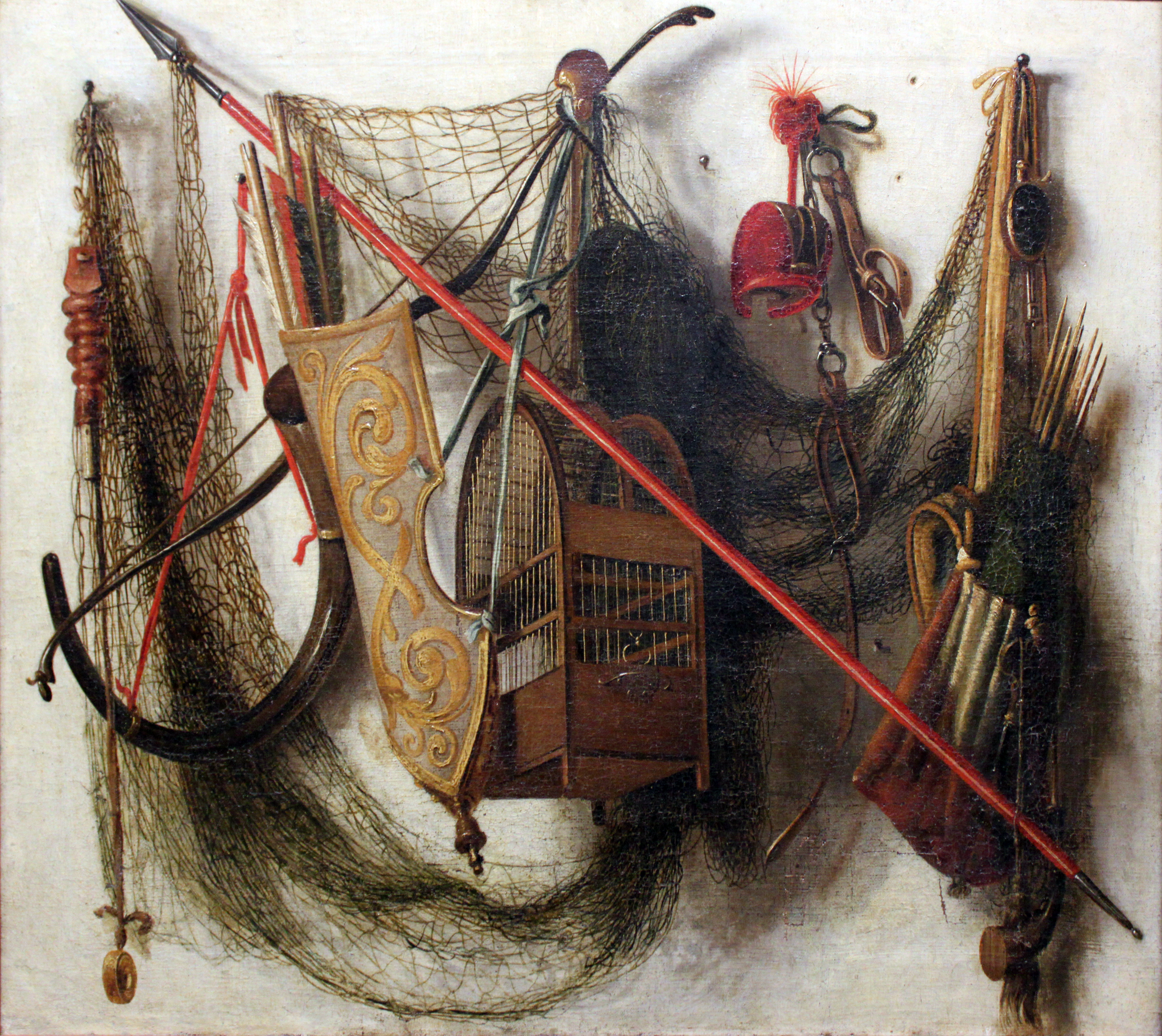
Nature morte de la chasse (1669), Nuremberg, Germanisches Nationalmuseum.

Peintre de nature morte et de scènes de chasse, il se spécialise dans le trompe-l'œil à thème cynégétique et peint aussi des vanités.
Parallèlement à son activité de peintre, il est marchand de vin. Il vit et travaille à La Haye et s'inscrit à Amsterdam en 1671.

## Collections publiques
- Château de Gruyères : Attirail de l'oiseleur, dans la salle de chasse
- Musées royaux des beaux-arts de Belgique : Attirail de chasse, Attirail d'oiseleur